# Transraciaal

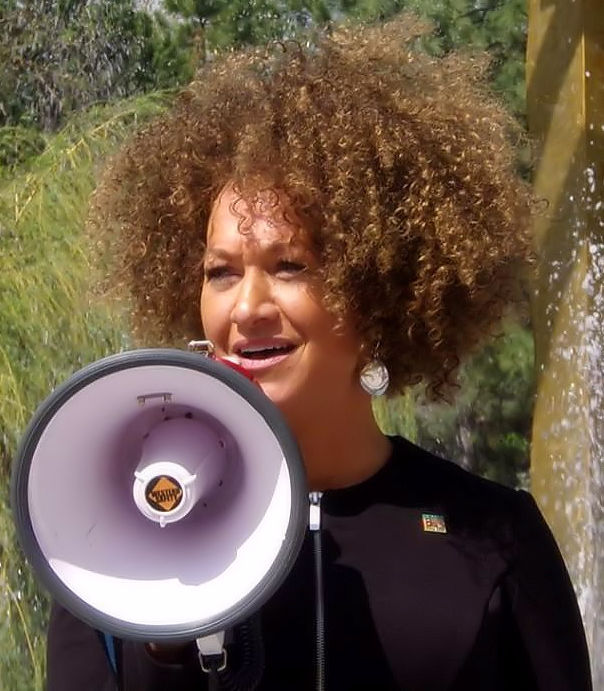
Rachel Dolezal, een vrouw die blank is geboren maar zich identificeert als Afrikaans-Amerikaanse.

Transraciaal verwijst naar personen die menen dat hun raciale identiteit niet overeenkomt met hun biologische etniciteit.

## Bekende voorbeelden
- Rachel Dolezal is van Europees-Amerikaanse afkomst, maar identificeert zich als Afrikaans-Amerikaans.
- Martina Big is een andere blanke vrouw die zich identificeert als negroïde. Ze krijgt injecties die haar huid en haar donkerder maken.